# Castello di Wark in Tyndale
Il castello di Wark in Tyndale (in inglese Wark in Tyndale Castle) è un castello medievale quasi completamente demolito che si trova a Wark, piccolo centro abitato sul Tyne nel Northumberland, contea del nord-est dell'Inghilterra, nel Regno Unito, ai confini con la Scozia. La sua storia inizia nel XII secolo.

## Storia
Sul sito del castello di Wark in Tyndale storicamente venne per prima edificata una motta nel XII secolo, forse da Enrico di Scozia, e solo due secoli più tardi fu eretta la struttura fortificata menzionata per la prima volta in documenti della fine del XIV secolo. Fu uno dei castelli più importanti al confine tra Inghilterra e Scozia, costruito in posizione altamente strategica su uno sperone roccioso. Svolse un ruolo importante per la Corona inglese e fu spesso assediato dagli scozzesi. Nel 1513 fu espugnato quindi parzialmente distrutto da Giacomo IV di Scozia e poi ricostruito. Lentamente in seguito è stato poi abbandonato sino a ridursi quasi al solo tumulo che contiene le rovine del mastio, che è ancora alto diversi metri e in origine si alzava su 4 piani. Sul sito venne costruita successivamente una residenza della quale resta solo un portale con la data 1676. Accanto al castello vi è stata edificata nel XIX secolo una fattoria. Su un altro sito a breve distanza venne edificata una torre che nel 1415 appartenne a Sir Thomas Gray e che venne utilizzata probabilmente sia come torre sia come prigione mentre sembra poco verisimile che fosse anche la residenza del giudice.

## Descrizione
Il castello di Wark in Tyndale è quasi completamente demolito e si trova nel piccolo centro abitato di Wark (Wark on Tyne), sul Tyne nel Northumberland, contea del nord-est dell'Inghilterra, nel Regno Unito, ai confini con la Scozia. Si trova a 91 metri sopra il livello del mare ed è in pessimo stato di conservazione. Praticamente ne resta solo il tumulo con le rovine del mastio, le fondamenta e parte delle murature. Queste ultime sono costituite da massi massicci che poggiano su roccia viva. Le pareti in origine erano spesse 1,5 metri e alte circa 4 metri. È presente una piccola finestra nella parte ovest di una muratura residua. L'interno è pieno di murature cadute e spazzatura. Lungo le parti interne delle pareti nord e sud sono ancora riconoscibili i segni della copertura con volta a botte del piano interrato senza tetto. Interrato si conserva un portale originale che dà accesso al seminterrato del piano terra sovrastato da un arco di scarico. Gli stipiti della porta contengono blocchi molto grandi e l'architrave è formato da una grande lastra piana, che sporge nel muro per circa un terzo del suo spessore. All'interno del basamento del castello, sulla parete nord del castello, ad un'altezza di circa 1,75 metri, sono visibili le pietre che sostenevano la volta in pietra.